# 屠粹忠
屠粹忠（1629年—1706年），字純甫，号芝岩，浙江宁波府鄞县人，清朝大臣。

## 生平
顺治十五年（1658年）戊戌科进士，康熙四十三年进兵部汉尚书。

## 遺迹
- 浙江宁波原屠粹忠尚书府第，原为明朝屠滽府第。屠粹忠祖籍鄞县，屠滽（七世祖）为其直系祖先。
- 修龄堂，康熙亲题“修龄堂”匾额赐之。

## 著作
- 《三才藻异》三十三卷（成书于1689年），其中有关于金鱼演化的记载。
- 《庆忠铁壁禅师舍利塔碑铭》
- 《采芝堂诗》

## 家族
甬上屠氏第12世。

## 文學形象
屠粹忠是金庸小說《鹿鼎记》中人物。